# Aethopyga eximia
Aethopyga eximia е вид птица от семейство Nectariniidae.

## Разпространение
Видът е разпространен в Индонезия.